# Al-Hussijja
Al-Hussijja (arab. الحصية) – wieś w Syrii, w muhafazie Aleppo. W 2004 roku liczyła 753 mieszkańców.